# Fehérfejű galamb
A fehérfejű galamb (Columba leucomela) a madarak osztályának galambalakúak (Columbiformes) rendjéhez és a galambfélék (Columbidae) családjához tartozó faj.

## Előfordulása
Ausztrália trópusi régióiban fordul elő, szubtrópusi esőerdők, bozótosok, vízfolyások területén.

## Megjelenése

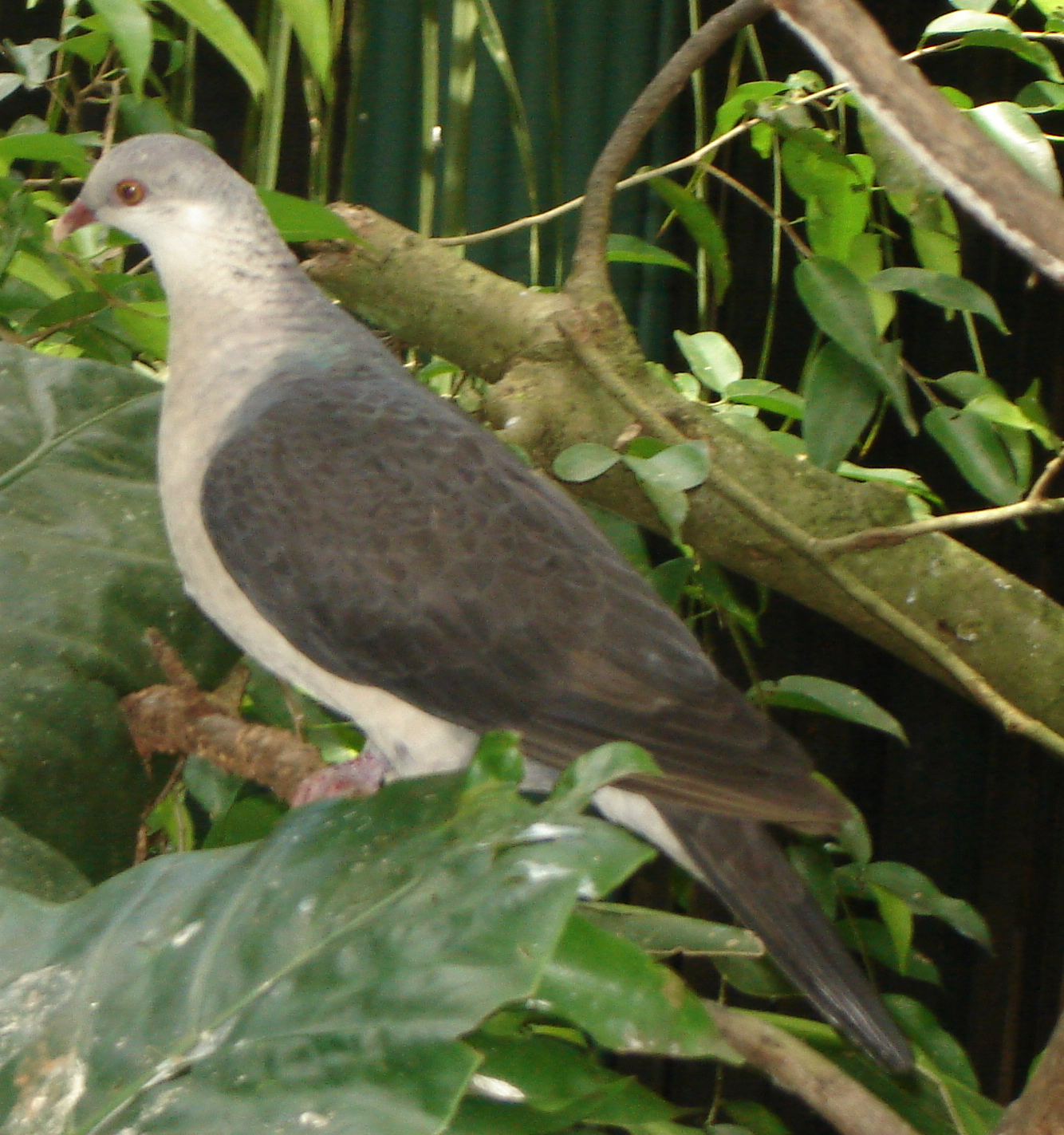

Testhossza 38–41 centiméter között van. Feje és hasa fehér, háta fényes. Farka és szárnyai feketét. Csőre vörös és sárga. Szemekörül gyűrű található.

## Életmódja
Ezek a galambok gyakran találhatók egyedül, párban vagy kisebb csapatokban. A repülés a gyors és közvetlen. Tápláléka gyümölcsökből áll amelyet főképp a lombkoronában fogyaszt de néha a talajon is.

## Szaporodása
Fészkét a lombkoronába készíti gyér galyakból akár 18 méter magasra is. Fészekalja egy krém-fehér tojásból áll.